# Hoffmannia rotata
Hoffmannia rotata är en måreväxtart som beskrevs av John Donnell Smith. Hoffmannia rotata ingår i släktet Hoffmannia och familjen måreväxter. Inga underarter finns listade i Catalogue of Life.